# Swordigo
Swordigo è un videogioco di tipo Hack 'n slash a piattaforme con elementi di gioco di ruolo. Swordigo ricorda per alcuni tratti la famosa serie di Zelda di Nintendo .

## Trama
Un ragazzo ha nelle sue mani le sorti del mondo: deve recuperare la mistica e magica spada Mageblade, con cui eliminare i malvagi che si sono impossessati del regno di Swordigo, nonché sconfiggere il "Maestro del disordine".

## Modalità di gioco
Durante l'avventura, bisognerà trovare i quattro pezzi della spada Megablade e assemblarla. Sconfiggendo i nemici, il giocatore guadagnerà esperienza e potrà salire di livello, aumentando energia, attacco (con la spada) e magia. Sparsi nella mappa del gioco, si possono trovare negozi dove acquistare oggetti supplementari, come spade più potenti, armature o poteri magici, spendendo le schegge d'anima ("soul shard" nel gioco) raccolte durante il gioco. Si possono inoltre attivare dei portali che consentiranno di salvare la partita e di teletrasportarsi in qualsiasi portale già utilizzato in precedenza. Per superare i livelli più difficili, è essenziale padroneggiare la tecnica del "doppio salto", poiché in alcuni punti del videogioco i balzi da una piattaforma all'altra devono essere molto precisi. Per aiutare a compiere la missione, si può usare una bussola, che indicherà la direzione da seguire nella mappa (scaricabile a pagamento).

## Armi e magie
L'eroe utilizzerà diverse Spade come armi; alcune di esse si trovano nei negozi. In tutto esistono otto spade:
- Brass Sword: donata al giocatore all'inizio dell'avventura.
- Iron Sword: acquistabile al Negozio di Cairnwood.
- The Needle: ottenibile nella Foresta di Evernight.
- Broad Sword: acquistabile al Mercato di Florennum.
- The Thorn: ottenibile nel villaggio di Greyhedge.
- Magic Sword: ottenibile nel Cimitero di Purplemoor.
- The Mageblade: capace di danneggiare i Corruptors e riflettere le magie, divisa in quattro pezzi dispersi per la mappa.

Tutte le spade possono essere potenziate equipaggiando la magia del fuoco (aumentando il danno), dell'oscurità (aggiungendo un effetto di "furto vitale" che farà cadere dai nemici sconfitti vita extra con maggiore probabilità) o del ghiaccio (che rallenterà per un attimo il nemico colpito, oltre ad aumentare leggermente il danno) abbinando gli appositi poteri, ottenibili comprando (nel caso del fuoco) o trovando i tre "trinket".
Gli attacchi magici a disposizione dell'eroe sono quattro e consumano energia magica quando si usano:
- Magic Bolt: una fiamma azzurro chiaro utile contro avversari volanti e come attacco combinato con la spada, ma debole come attacco a sé stante; è la prima magia che si potrà utilizzare.
- Magic Bomb: una sfera di luce che esplode dopo qualche secondo, utile per distruggere parti di muro per accedere a zone segrete e contro gruppi di nemici.
- Dragon's Grasp: l'utilità di questa magia è di lanciare un rampino magico a forma di drago, per agganciarsi alle rocce e aggiungere zone inaccessibili; è anche possibile catturare nemici avvicinandoli per poi colpirli con la spada.
- Dimension Rift: attivandolo, l'eroe viene trasportato in una dimensione parallela, dove vengono attivate piattaforme non visibili normalmente. Bisogna dosare il tempo di utilizzo, perché dopo poco si viene attaccati da orde di nemici e bisogna "rientrare" nella dimensione normale.

I trinket sono applicabili agli incantesimi "magic bolt", "magic bomb" e "dragon's gasp": avranno il medesimo effetto se equipaggiati alle spade, fatta eccezione per il trinket oscuro, che aggiungerà un effetto di rigenerazione dell'energia vitale.
Armature:
- Senza armatura: l'eroe, a inizio gioco, è sprovvisto di protezione.
- Armatura di acciaio: dimezza l'effetto dei colpi; acquistabile al Mercato di Florennum.
- Armatura magica: riduce di un quarto l'effetto dei colpi; acquistabile alla Casa del Negoziante di Greyhedge.

I trinket funzionano diversamente sulle armature: il trinket del fuoco danneggia i nemici colpiti, il trinket del ghiaccio congela i nemici colpiti, rallentandoli; infine, il trinket dell'oscurità aggiunge un effetto di rigenerazione della vita, indipendentemente dal tipo di armatura.

## Personaggi
In Swordigo si contano diversi personaggi, che aiutano l'eroe donandogli chiavi, incantesimi o informazioni preziose:
- Hero: l'eroe della storia e il personaggio controllato dal giocatore. Si tratta di un ragazzo vestito di verde, apprendista di un potente mago.
- Master: il maestro del giocatore. Quando parla, ha le sembianze di un fantasma (essendo morto a inizio gioco). Dona al giocatore incantesimi e gli indica dove cercare i pezzi della Mageblade.
- Elder: l'anziano del villaggio; indirizza il giocatore all'inizio del gioco.
- Healer: le tre guaritrici dei villaggi di Cairnwood e Greyhedge e della città di Florennum. Guariscono il giocatore quando è ferito.
- Shopkeeper: i tre mercanti dei villaggi di Cairnwood e Greyhedge e della città di Florennum. Vendono al giocatore armi e pozioni.
- Villager: i cinque abitanti del villaggio di Cairnwood e i quattro del villaggio di Greyhedge. Uno di questi dona all'eroe una spada.
- Ferryman: il traghettatore; chiederà di recuperare il suo vaso magico.
- Knight: tre cavalieri con armatura dorata, responsabili della protezione di Florennum; due si trovano sulle mura di Florennum, uno è imprigionato assieme al re.
- King: il re di Florennum, imprigionato dai maghi.
- Camper: unica abitante del Wellcliff Campsite.
- Miner: guardiano dell'ascensore degli Snowy Slopes; chiederà di recuperare la sua pepita d'oro.

## Nemici
Swordigo presenta varie categorie di nemici (i parametri indicati, riguardo al danno inflitto dal nemico al giocatore, sono relativi all'assenza di un'armatura).

### Nemici comuni
Categoria di nemici largamente diffusa e poco potente:
- bandit: ometto vestito di verde armato di spada o coltelli da lancio. Possiede una variante:
  - dark bandit: simile al bandit, ma vestito di grigio.
- bat: pipistrello volatile color marrone; a livelli inferiori al 15, vola in un modello ad otto, mentre per livelli superiori punta il giocatore e gli si lancia addosso. Possiede quattro varianti:
  - cave bat: pipistrello più grande del normale, dotato di due zanne e di un colore fucsia.
  - fire bat: come il pipistrello, ma incendiato.
  - ice bat: pipistrello blu, fatto di ghiaccio.
  - imperial bat: come cave bat, ma fatto di cristallo.
- beetle: tartaruga rossa e immobile, che lancia sfere di roccia. Infligge mezzo cuore di danno. Possiede cinque varianti:
  - bush beetle: tartaruga verde statica, provvista di finto arbusto sul carapace; sorprende il giocatore da sottoterra, infliggendo mezzo cuore di danno. Quando nascosta, è localizzabile dall'arbusto più grande del normale.
  - fel beetle: una tartaruga marrone, che lancia sfere di roccia.
  - fire beetle: tartaruga rossa che lancia palle di fuoco allo stesso modo dello spike beetle.
  - frost beetle: tartaruga gigante azzurra, che lancia palle di ghiaccio.
  - spike beetle: una tartaruga verde statica, che estende delle spine a intervalli regolari dal carapace. Infligge mezzo cuore di danno.
- blob: minuscolo pidocchio con tanti aculei. Possiede due varianti:
  - big blob: simile al fire blob, ma più grande.
  - fire blob: blob fumante e fatto di carbone rovente.
- cave lurker: specie di ragni neri e rossi; si appostano sul soffitto delle caverne, discendendo quando passa qualcuno. Possiedono una variante:
  - dire cave lurker: simili ai cave lurker, ma neri e viola.
- charger: demoni giganteschi di legno con corna, ma senza mani e con minuscoli piedi. Possiedono una variante:
  - burning charger: come il charger, ma infuocato.
- corrupted ice dwarf: ometto in armatura azzurra, armato di martello.
- corrupter snort: rinoceronti marroni con il corno ricoperto di sangue.
- forest spirit: cespugli rotolanti; pericolosi se in gruppo.
- grasswalker: i primi nemici del gioco: sono dei giganteschi ragni verdi. Camminano senza attaccare, infliggendo mezzo cuore di danno al contatto. Possiedono una variante:
  - wastewalker: simili ai grasswalker, ma arancioni; possono anche saltare, infliggendo due cuori di danno al contatto.
- mage: misterioso uomo vestito di verde; utilizza blob e fire blob.
- magmatar: creatura capace di lanciare palle di magma.
- skeleton: scheletri armati di una spada dorata. Possiedono due varianti:
  - frost mage: simili agli skeletal mage, ma lanciano incantesimi di ghiaccio.
  - skeletal mage: scheletro capace di lanciare incantesimi.
- snapper: gigantesca pianta carnivora che morde per attaccare.
- snow bug: gigantesche formiche fatte di ghiaccio.
- tainted knight: ometto con un'armatura marrone. Possiede una variante:
  - dark knight: ometto con un'armatura bianca.

### Nemici della dimensione oscura
Nemici provenienti dalla dimensione oscura; sono più potenti dei precedenti:
- corruptor: demone nero e alato; può evocare fulmini rossi in direzione dell'eroe, servendosi di un dispositivo di puntamento o di una spada fiammeggiante. Ne esistono tre varianti:
  - corruptor (pipistrello): simile al cave bat, ma nero.
  - corruptor (bug): simile allo snow bug, ma nero.
  - corruptor (skeleton): simile ad uno skeleton con armatura, ma nero.
  - lesser corruptor: versione più piccola e meno potente dei corruptor.
- dark energy: visibili solo nella dimensione oscura; sono palle di fuoco volanti che inseguono il giocatore, infliggendo danno al contatto. Sono anche gli unici nemici che possono avere livello pari a 0.

### Chaos Orb
Gigantesca palla viola che si incontra nel livello finale. Non solo è l'unico non-boss di livello ignoto, ma è anche l'unico nemico a non infliggere danno. Al suo interno, si cela il Maestro del Caos.

### Boss minori
Versioni più potenti di alcuni nemici; di livello noto. Non sono obbligatori al fine di completare il gioco:
- Arroyo, the Corrupt: è il ladro del vaso del traghettatore; è un corrupted snort.
- Szan, the Angry: capo dei pipistrelli; è un bat.
- Boulder, the Golem: rabbioso mostro di pietra; è l'unico golem del gioco.
- Root, the Guardian: albero vivente; è il guardiano della Evernight Forest.
- Gnaw, the Bone Eater: skeleton dotato di una spada d'argento e di un fulmine rosso, guardiano del trinket of shadow. Viene aiutato da un secondo skeleton.
- Zack, the Bandit Leader: capo dei bandit, situato in una grotta.
- Magus, the Sorcerer: cun mage vestito di rosso; lancia tre palle di fuoco e non è aiutato dai blob.
- Jack, the Ambusher: bandit vestito di grigio a guardia del covo dei bandit.
- Zudara, the Executioner: tainted knight; appare solo nella Dimensione Oscura.
- Aeron, the Vile: frost mage che infesta una casa al villaggio di Greyhedge.
- Slick, the Quick: dark bandit situato nelle Grandi Grotte.
- Edogani, the Deadly: frost mage, primo guardiano della quarta sezione della Mageblade.

### Boss potenti
Ne esiste solo uno, di livello ignoto e non necessario per completare il gioco:
- Skeleton Lord: skeleton con armatura e spada fiammeggiante, a guardia della Magic Sword.

### Boss secondari
Simili ai boss minori, di livello noto e necessari per il completamento della missione:
- Krymil, the Protector: il primo guardiano della Mageblade; è un tainted knight.
- Szz, the Nest Queem: regina degli snow bug; colei che ha rubato la pepita d'oro.
- Bishop, the Destroyer: corruptor in forma di skeleton, dotato di una spada rosso fiammeggiante.

### Boss superiori
Simili ai boss potenti, di livello ignoto; necessari per completare il gioco. Vengono indicati solo come "Boss":
- Corrupted Cahrger: charger gigante con le braccia a guardia del primo segmento della Mageblade.
- Corrupted Blob: fire blob evocati dal boss di Florennum.
- Chaos Guardian: unico corruptor capace di usare sia la spada che la magia; è il guardiano del Maestro del Caos.

### Boss primari
I quattro boss responsabili della protezione della Mageblade. I nomi sono speculazioni, in quanto questi sono indicati come "boss":
- Corruptor Leader: boss della Chamber of the Mageblade, dotato di due spade; può essere colpito solo con la magia: Egli è il primo corruptor del gioco.
- Florennum Overseer: boss della Overseer's Lair, mage rosso capace di lanciare incantesimi ed evocare fire blob.
- Flying Magmatar: boss delle Chambers of the Flame, fatto della stessa lava dei magmatar; capace di volare, lanciare incantesimi ed evocare sfere di lava.
- Dwarven King: boss della Hall of the Dwarven Kings. Un corrupted ice dwarf aiutato da snow bugs e protetto da due lampade magiche nella dimensione oscura.

### Maester of Chaos
Boss finale del gioco. Ha lo stesso aspetto dell'eroe, ma di colore nero. Possiede una spada identica alla Mageblade, ma rossa e fiammeggiante. Il suo livello è sconosciuto ed è più potente di qualsiasi altro nemico del gioco.

## Prove
Durante il gioco bisogna completare delle "quests" per finire l'avventura (sono ordinate sequenzialmente):
- Trovare il maestro nel bosco.
- Trovare l'arma leggendaria.
- Recuperare il vaso.
- Chiedere aiuto al Re.
- Trovare il secondo pezzo.
- Le profondità di fuoco.
- Il picco innevato.
- Il masso dorato.
- Le camere del potere.
- Distruggere la fonte del male.

## Disposizione dei comandi
- Menù, in alto a sinistra. Aprirà un menù con le caratteristiche del personaggio, le armi e le magie, la mappa del mondo (che segna in maniera puramente indicativa i vari tesori presenti con delle stelle e la presenza del portale), le prove da compiere, e i controlli di gioco (totalmente configurabili).
- Schegge d'anima, in alto a sinistra. Sono la valuta da spendere nei negozi. Ottenibili sconfiggendo i nemici e aprendo i forzieri.
- Energia, in alto al centro (visualizzata a forma di cuoricini). La barra viene riempita raccogliendo sfere rosse lasciate cadere dai nemici; se il personaggio è equipaggiato col potere di rigenerazione della vita, l'energia viene progressivamente incrementata. Può essere incrementata da più cuori scegliendo il potenziamento della vita (nel momento in cui si sale di livello).
- Barra dell'energia magica: indica la quantità di energia rimasta; scende utilizzando gli incantesimi, rigenerandosi in automatico nel tempo. Può essere aumentata scegliendo il potenziamento della magia nel momento in cui si sale di livello.
- Magie, in alto a destra. È possibile selezionare l'attacco magico da utilizzare.
- Healer, al centro in basso. Pozione che ripristina totalmente l'energia; si trova nei negozi per 50 soul shards.
- Controlli, in basso. A sinistra, le frecce direzionali; a destra, tasti di attacco, salto e magia.

Inoltre, è possibile spostare a piacimento i controlli in ogni posizione dello schermo.

## Easter Egg
All'interno della Evernight Forest, si trova una località segreta, anonima, con una lapide e il fantasma di un cane che corre attorno al giocatore. Avvicinandosi alla lapide, viene mostrata l'iscrizione: "Qui giace Selma, lo sviluppatore non umano" : si potrebbe dedurne che il fantasma sia proprio quello di Selma.

## Accoglienza
Swordigo ha raggiunto il primo posto come gioco d'avventura nell'App Store americano, ottenendo ottimi consensi da parte dei siti del settore, essendo giudicato, nel complesso, un ottimo videogioco:
- Slidetoplay ha assegnato 4 su 4.
- Toucharcade ha votato 4,5 su 5 stelle.
- Per App Chronicles il voto è 4,5 su 5.
- Arcadelife ha votato 98/100.
- Apple'N'Apps ha dato il voto 4,5 su 5.